# ザ・ウィップ
ザ・ウィップ（The Whip）は、イギリス・イングランドはサルフォード出身のロック・バンド。2006年結成。
バンド名の由来は、ニュー・ウェイヴ/シンセ・ポップの元祖であるディーヴォのヒット曲「Whip It」から。

## 概要
インディー・ロック・バンド「Nylon Pylon」の元メンバーが中心となって結成。2000年代後半のダンスロック・ムーヴメント、その震源と目されるフランスのレーベル「キツネ」よりリリースしたシングル「Trash」が、日本を含む世界のクラブリスナーの間で大ヒットしたことにより頭角を現す。レトロなシンセ・ラインを押し出したダンサブルなサウンドでニューレイヴの一翼を担った。
アルバム・デビュー前の2007年には早くもフジロックフェスティバルで初来日、同年12月には単独の再来日公演を実施。翌2008年にはザ・ミュージックの日本ツアーでサポートアクトを務めた。

## ディスコグラフィ

### アルバム
- 『X・マークス・デスティネーション』 - X Marks Destination (2008年、Southern Fried) ※全英 75位
- Remix Marks Destination (2008年、Southern Fried)
- Wired Together (2011年、Southern Fried)